# Peter Julian
Pour les articles homonymes, voir Julian.
Peter Julian, né le 16 avril 1962 à New Westminster, Colombie-Britannique, est un homme politique canadien.
De 2004 à 2025, il est député à la Chambre des communes du Canada, représentant la circonscription britanno-colombienne de Burnaby—New Westminster sous la bannière du Nouveau Parti démocratique.

## Biographie
Né le 16 avril 1962 à New Westminster, Peter Julian grandit dans la région de Burnaby—New Westminster. Après ses études à l'école secondaire, il occupe divers emplois de travailleur manuel et d'ouvrier dans de petites entreprises locales. Après avoir quitté l'école, il obtient, à titre d'étudiant adulte, un diplôme (B.A.) en sciences politiques (relations internationales) de l'Université du Québec à Montréal.  

### Carrière politique
Lors des élections générales québécoises de 1989, il est candidat du Nouveau Parti démocratique du Québec dans la circonscription de Saint-François.
Peter Julian est un ancien coordonnateur national des politiques et secrétaire fédéral adjoint et par intérim du Nouveau Parti démocratique du Canada (NPD).
En 2002, lors d'une élection municipale à New Westminster, il est candidat défait à un poste de conseiller municipal.
Julian exerce les fonctions d'administrateur financier avant son élection à la Chambre des communes. Il a déjà été directeur exécutif du Western Institute of the Deaf and Hard of Hearing (WIDHH) et, sous sa gouverne, l'Institut remporte le Prix du choix des consommateurs pour l'excellence en affaires (2003-2004).
En 2004, il se lance en politique fédérale. Sa victoire est complètement inattendue : il gagne seulement par quelques centaines de votes. Mais depuis, la circonscription est désormais considérée comme un château fort néo-démocrate. Nommé par un quotidien de Vancouver comme « un des députés les plus travaillants de la région », il a déjà été classifié au 3e rang parmi les 308 députés de la Chambre des communes en matière de projets de loi, votes et discours.
Il est élu député à la Chambre des communes de Burnaby—New Westminster pour la première fois lors des élections fédérales canadiennes de 2004 sous la bannière du Nouveau Parti démocratique, et réélu à celles de 2006, 2008 et 2011, 2015, 2019 et 2021.
Depuis son entrée en politique fédérale, il est nommé à de nombreux postes, tels que porte-parole de l'opposition officielle du Canada pour l'industrie, en matière d'énergie et aussi porte-parole en finances. En août 2011, il est président du caucus néo-démocrate. 
En octobre 2016, il quitte son rôle de leader parlementaire pour réfléchir à son avenir au sein du NPD. 

## Implications communautaires
Il joue un rôle déterminant dans la constitution du Réseau d’emploi des personnes handicapées de la Colombie-Britannique, une association de groupes communautaires, d’organismes et de sociétés sans but lucratif dédiée au service des personnes handicapées.
Membre fondateur du Conseil des Canadiens, Peter Julian exerce la fonction de directeur exécutif national du Conseil des Canadiens, devenu le plus important organisme de citoyens du Canada.
À New Westminster, Julian est cofondateur de la Save Mary’s Hospital Community Coalition, un mouvement qui mène une lutte acharnée pour sauver l'hôpital communautaire. Julian est bénévole pour les services sociaux d'urgence, le club de soccer Royal City, le club de baseball East Burnaby Minor Baseball, l'organisme Centraide et l'Église unie. Il est aussi entraîneur de soccer et de basketball.
Il est membre des chambres de commerce de New Westminster et de Burnaby, parle couramment l'anglais et le français et se débrouille bien en American Sign Language.